# Sóc xám Mexico
Sóc xám México, tên khoa học Sciurus aureogaster, là một loài động vật có vú trong họ Sóc, bộ Gặm nhấm. Loài này được F. Cuvier mô tả năm 1829.

## Hình ảnh

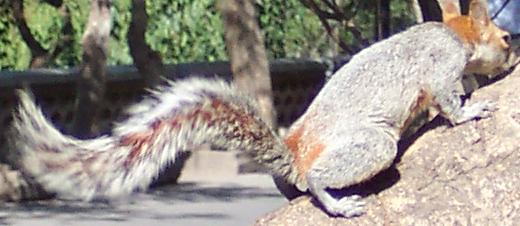
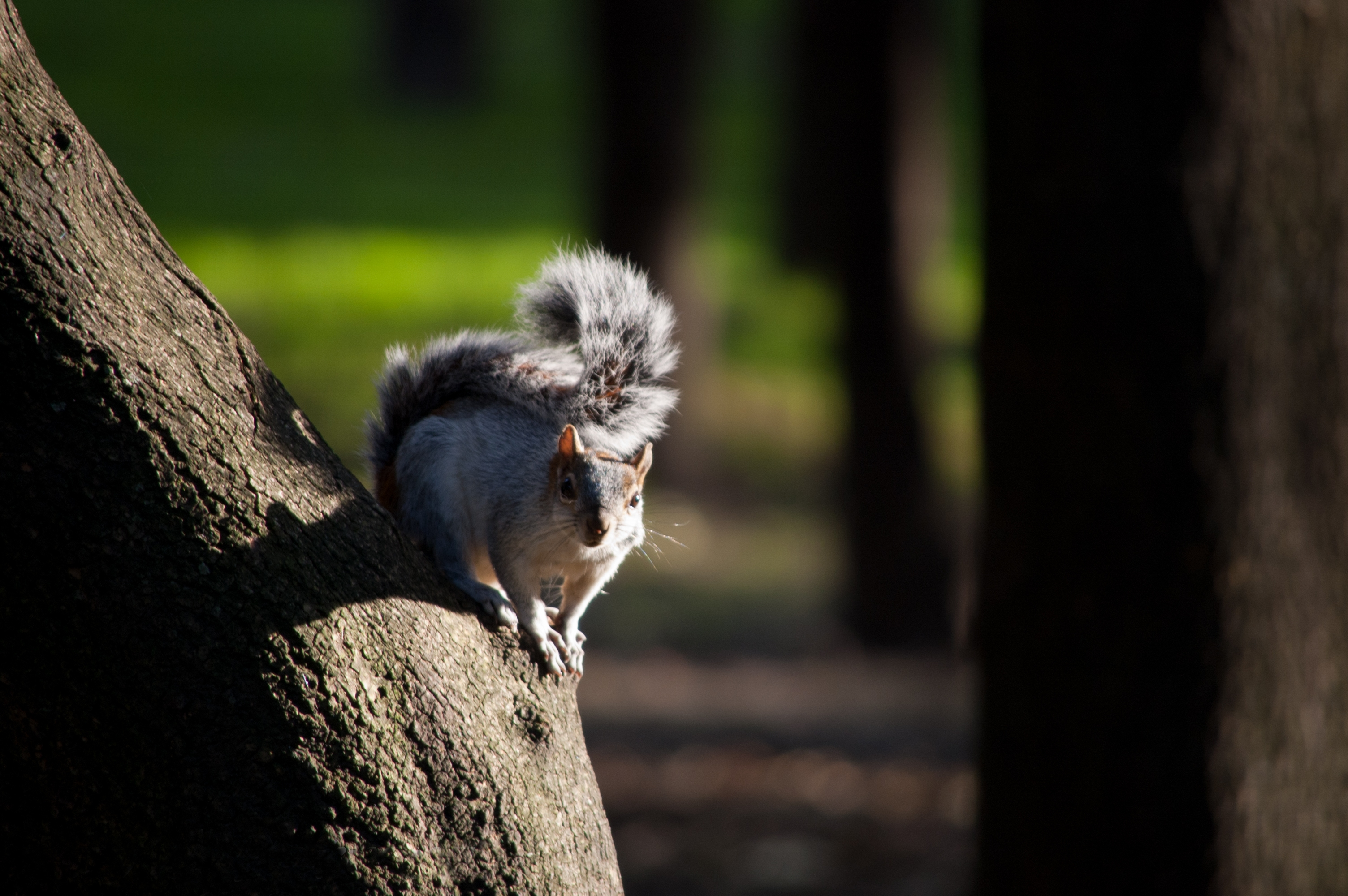
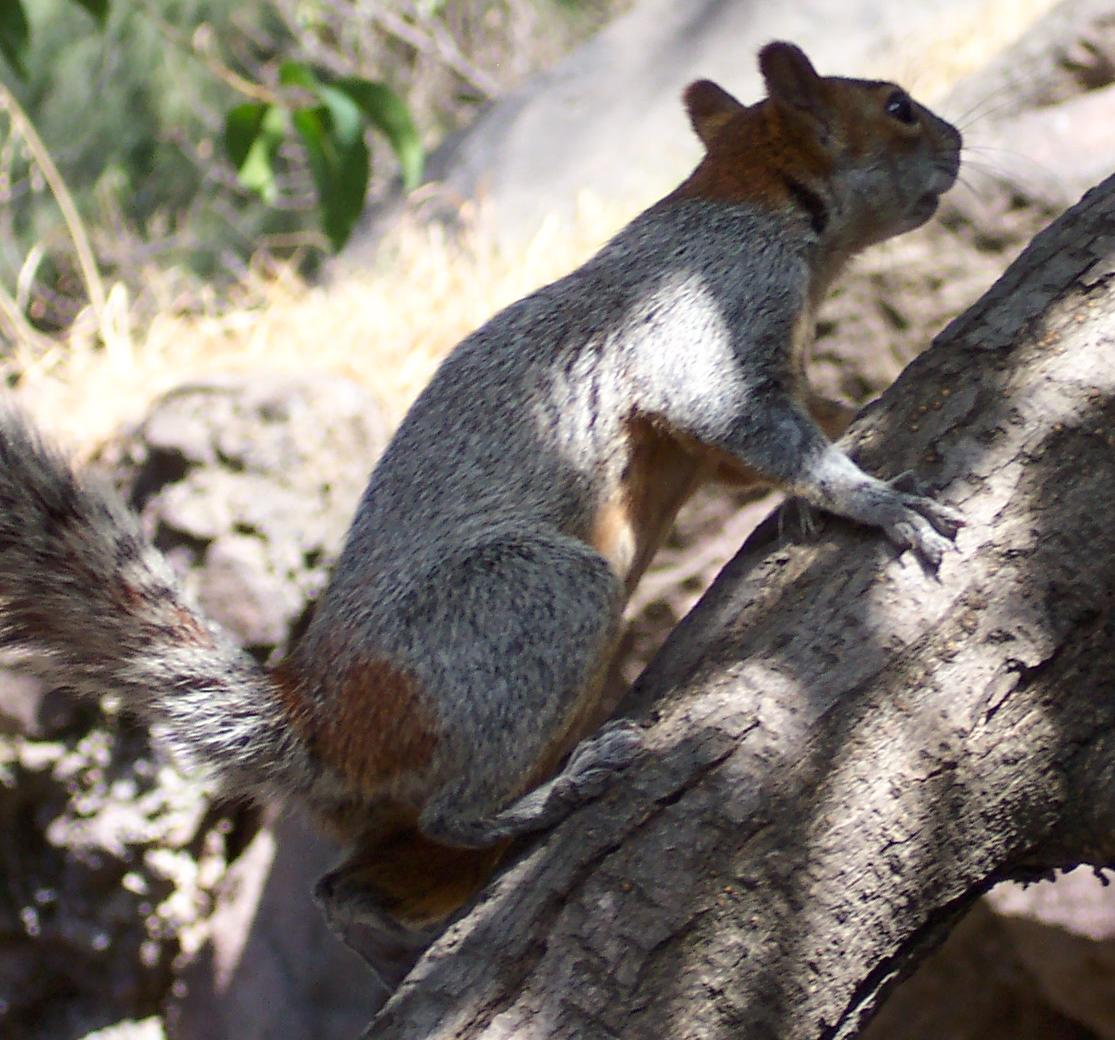
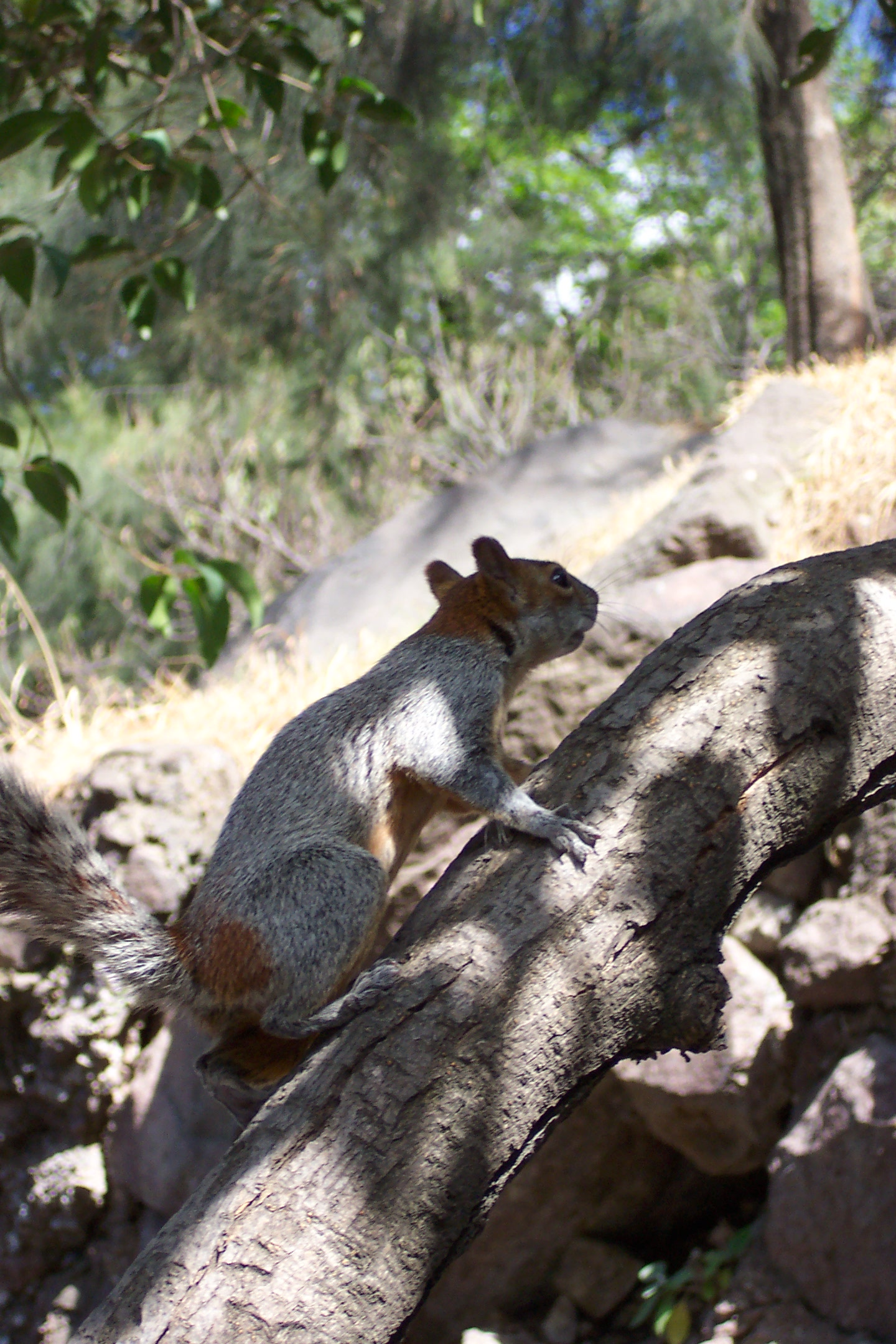